# 카를 뫼너

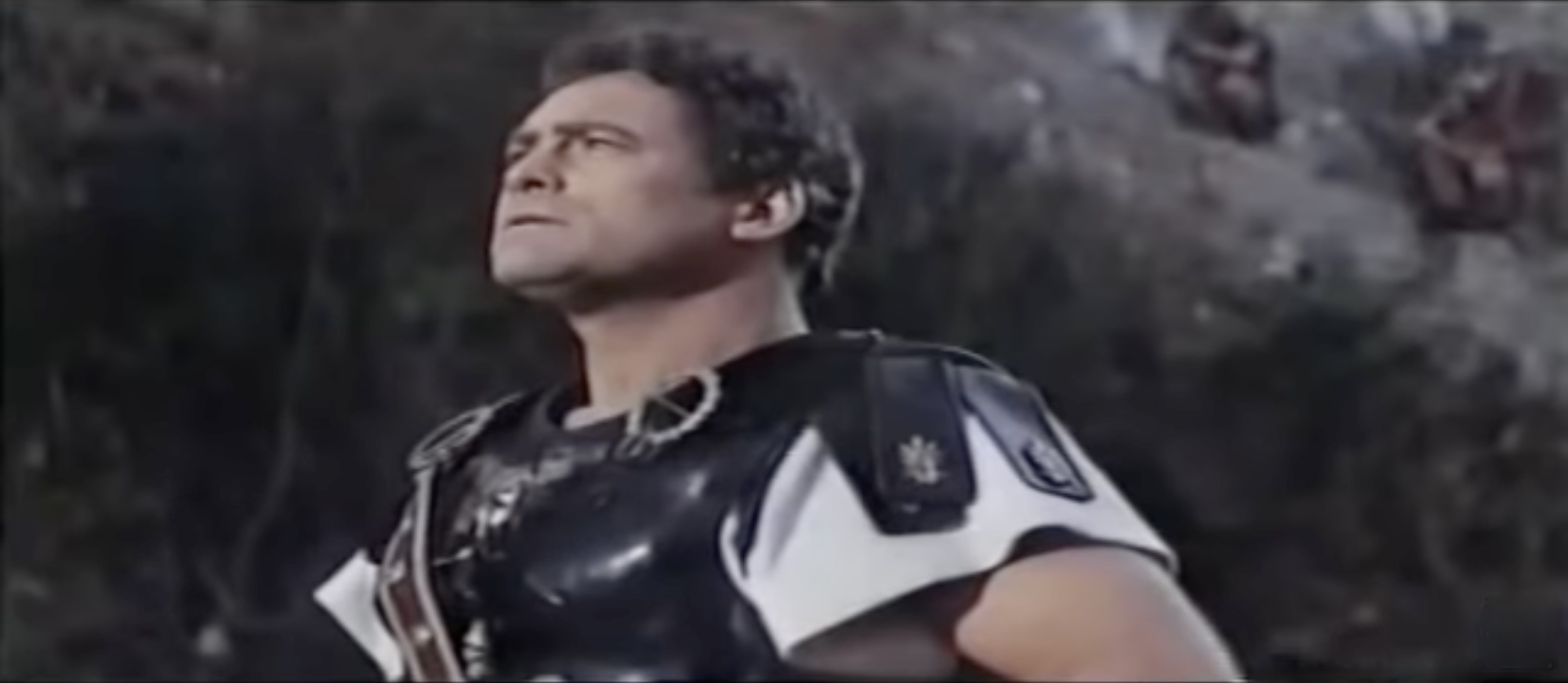

카를 뫼너(독일어: Carl Möhner, 1921년 8월 11일 ~ 2005년 1월 14일)는 오스트리아의 배우, 화가, 영화배우, 영화 감독, 각본가이다.
빈에서 태어났으며 매캘런에서 사망하였다. 사인은 파킨슨병이다.

## 영화
- 비밀 지령 K (1968년)
- 비스마르크호를 격침하라 (1960년)
- 비하인드 더 마스크 (1958년)
- 리피피 (1955년)
- 마지막 다리 (1954년)